# فرودگاه کیراکیرا
فرودگاه کیراکیرا (به انگلیسی: Kirakira Airport) (به زبان بومی: Ngorangora Airstrip) یک فرودگاه همگانی با کد یاتا IRA است . این فرودگاه در کشور جزایر سلیمان قرار دارد .

## شرکت‌های هواپیمایی و مقصدهای پروازی
| شرکت‌های هواپیمایی | مقصدهای پروازی     |
| ----------------- | ------------------ |
| Solomon Airlines  | هونیارا، سانتا آنا |